# Yezoceryx scutellaris
Yezoceryx scutellaris là một loài tò vò trong họ Ichneumonidae.